# Oddział Partyzancki BCh „Piotr”
Oddział Partyzancki BCh „Piotr”, „Wolski” – oddział partyzancki Batalionów Chłopskich z obwodu Stopnica dowodzony przez Piotra Pawlinę utworzony na bazie grupy dywersyjnej, w kwietniu 1944 przekształconej w oddział partyzancki.

## Historia oddziału
Oddział powstał w powiecie stopnickim na bazie grupy dywersyjnej dowodzonej przez Aleksandra Liszaja. Po przekształceniu w oddział partyzancki początkowo dokonywał jedynie akcji na majątki pozostające pod zarządem niemieckim. Działania bojowe na dużą skalę rozpoczął od ataku na więzienie w Pińczowie w czasie którego uwolniono około 400 ludzi. Według danych niemieckich 291. Następnie brał udział w bitwach  m.in.: pod Mokrem, pod Strzelcami i pod Słupią.
W czasie walk poległo 5 partyzantów z oddziału „Piotra”: Antoni Matyjas, Władysław Wach i Jan Żal oraz dwóch o pseudonimach „Blacharz” i „Raf”.
Po zakończeniu wojny Piotr Pawlina napisał  książkę „Podziemni żołnierze wolności. Wspomnienia dowódcy oddziału partyzanckiego BCh”, którą opatrzył dedykacją, cyt. „Żołnierzom BCh, którzy oddali życie w walce o wolność ziemi kieleckiej, w hołdzie”. Książka przedstawia historię oddziału widzianą oczami dowódcy.

## Struktura organizacyjna i obsada personalna
Obsada personalna
- dowódca oddziału – Aleksander Liszaj ps. „Tomczyk”, do 8 maja 1944
- dowódca oddziału – Piotr Pawlina  ps. „Piotr”, do rozwiązania oddziału
- zastępca dowódcy - Franciszek Szczepaniak
- dowódca 1 plutonu - Lucjan Słomka
- dowódca 2 plutonu - Bogdan Bednarski
- dowódca 3 plutonu - Tadeusz Korczak
- dowódca 4 plutonu - Jan Kopacz
- adiutant - Władysław Wach
- szef zwiadu - Mieczysław Wójcik
- szef drużyny sanitarnej - Józef Łukasik
- dowódca taboru - Jan Niedźwiadek

## Ważniejsze walki
- Rozbicie więzienia w Pińczowie
- Potyczka pod Mokrem
- Potyczka pod Strzelcami
- Bitwa pod Słupią